# Златия (Добричская область)
Златия (болг. Златия) — село в Болгарии. Находится в Добричской области, входит в общину Добричка. Население составляет 111 человек.

## Политическая ситуация
Златия подчиняется непосредственно общине и не имеет своего кмета.
Кмет (мэр) общины Добричка — Петко Йорданов Петков (Болгарская социалистическая партия)  по результатам выборов.